# Susa de Montclar
Suze-sur-Crest és un municipi francès al departament de la Droma i a la regió d'Alvèrnia-Roine-Alps. L'any 2007 tenia 253 habitants.

## Demografia

### Població
El 2007 la població de fet de Suze era de 253 persones. Hi havia 97 famílies de les quals 24 eren unipersonals (12 homes vivint sols i 12 dones vivint soles), 24 parelles sense fills, 37 parelles amb fills i 12 famílies monoparentals amb fills.
La població ha evolucionat segons el següent gràfic:

### Habitatges
El 2007 hi havia 145 habitatges, 97 eren l'habitatge principal de la família, 42 eren segones residències i 6 estaven desocupats. 140 eren cases i 5 eren apartaments. Dels 97 habitatges principals, 82 estaven ocupats pels seus propietaris, 11 estaven llogats i ocupats pels llogaters i 3 estaven cedits a títol gratuït; 1 tenia una cambra, 3 en tenien dues, 11 en tenien tres, 17 en tenien quatre i 64 en tenien cinc o més. 80 habitatges disposaven pel capbaix d'una plaça de pàrquing. A 42 habitatges hi havia un automòbil i a 46 n'hi havia dos o més.

### Piràmide de població
La piràmide de població per edats i sexe el 2009 era:
| Homes | Edats   | Dones |
| ----- | ------- | ----- |
| 0     | 95 o +  | 0     |
| 0     | 90 a 94 | 2     |
| 2     | 85 a 89 | 2     |
| 2     | 80 a 84 | 1     |
| 3     | 75 a 79 | 5     |
| 6     | 70 a 74 | 4     |
| 2     | 65 a 69 | 7     |
| 9     | 60 a 64 | 5     |
| 8     | 55 a 59 | 10    |
| 6     | 50 a 54 | 7     |
| 8     | 45 a 49 | 4     |
| 11    | 40 a 44 | 13    |
| 4     | 35 a 39 | 8     |
| 5     | 30 a 34 | 4     |
| 7     | 25 a 29 | 7     |
| 5     | 20 a 24 | 3     |
| 11    | 15 a 19 | 8     |
| 8     | 10 a 14 | 8     |
| 12    | 5 a 9   | 7     |
| 7     | 0 a 4   | 5     |

## Economia
El 2007 la població en edat de treballar era de 166 persones, 116 eren actives i 50 eren inactives. De les 116 persones actives 108 estaven ocupades (61 homes i 47 dones) i 8 estaven aturades (6 homes i 2 dones). De les 50 persones inactives 15 estaven jubilades, 24 estaven estudiant i 11 estaven classificades com a «altres inactius».

### Ingressos
El 2009 a Suze hi havia 90 unitats fiscals que integraven 238 persones, la mediana anual d'ingressos fiscals per persona era de 15.983 €.

### Activitats econòmiques
Dels 11 establiments que hi havia el 2007, 3 eren d'empreses de construcció, 2 d'empreses de comerç i reparació d'automòbils, 1 d'una empresa d'hostatgeria i restauració, 1 d'una empresa financera, 1 d'una empresa immobiliària, 1 d'una empresa de serveis i 2 d'empreses classificades com a «altres activitats de serveis».
Dels 3 establiments de servei als particulars que hi havia el 2009, 1 era una oficina bancària i 2 electricistes.
L'any 2000 a Suze hi havia 21 explotacions agrícoles que ocupaven un total de 644 hectàrees.

## Equipaments sanitaris i escolars
El 2009 hi havia una escola elemental integrada dins d'un grup escolar amb les comunes properes formant una escola dispersa.

## Poblacions properes
El següent diagrama mostra les poblacions més properes.